# Leszek Lorbiecki
Leszek Lorbiecki (ur. 2 czerwca 1932 w Toruniu) – polski działacz partyjny i państwowy związany z Lęborkiem, wojewoda elbląski (1975–1981).

## Życiorys
Syn Józefa. W 1952 wstąpił do Polskiej Zjednoczonej Partii Robotniczej. W latach 1952–1955 pracował jako asystent na Politechnice Gdańskiej, następnie był nauczycielem w Kwidzynie (1956–1958). Na przełomie lat 50. i 60. stał na czele zakładu naprawy maszyn w Lęborku. Pełnił obowiązki przewodniczącego prezydium Powiatowej Rady Narodowej (1969–1973), sprawował też funkcję I sekretarza Komitetu Powiatowego PZPR (1973–1975). W latach 1975–1981 był członkiem egzekutywy Komitetu Wojewódzkiego PZPR w Elblągu oraz pierwszym w historii wojewodą elbląskim.